# Fekete túzok
A fekete túzok (Afrotis afra) a madarak osztályának túzokalakúak (Otidiformes) rendjébe, azon belül a túzokfélék (Otitidae) családjába tartozó faj.

## Rendszerezése
A fajt Carl von Linné svéd természettudós írta le 1758-ban, az Otis nembe  Otis atra néven. Sorolják az Eupodotis nembe Eupodotis afra néven is.

## Előfordulása
A Dél-afrikai Köztársaság területén honos. Természetes élőhelyei a szubtrópusi és trópusi gyepek, szavannák és cserjések, valamint legelők és szántóföldek. Állandó nem vonuló faj.

## Megjelenése
Testhossza 50 centiméter. Tollazatuk mintázata felülről rejtőzködést biztosít. Sárga lábai illetve fekete tollazata félelemkeltő hatással van a többi madárra. A nemek tollazata eltérő.
|  |  |

## Életmódja
Előszeretettel táplálkoznak magvakkal és rovarokkal. Párban élnek.

## Szaporodása
A dürgő kakas éles hangjelzéssel és szárnyainak csapkodásával udvarol a tojónak. Fészküket a talajban alakítják ki.

## Természetvédelmi helyzete
Az elterjedési területe még elég nagy, de csökken, egyedszáma is csökken. A Természetvédelmi Világszövetség Vörös listáján sebezhető fajként szerepel.